# ۸۲۲ (قمری)
۸۲۲ (قمری)، هشتصد و بیست و دومین سال در گاهشماری هجری قمری است. اول محرم این سال برابر با ششم فوریه سال ۱۴۱۹ میلادی است.